# Großer Beginenhof Löwen

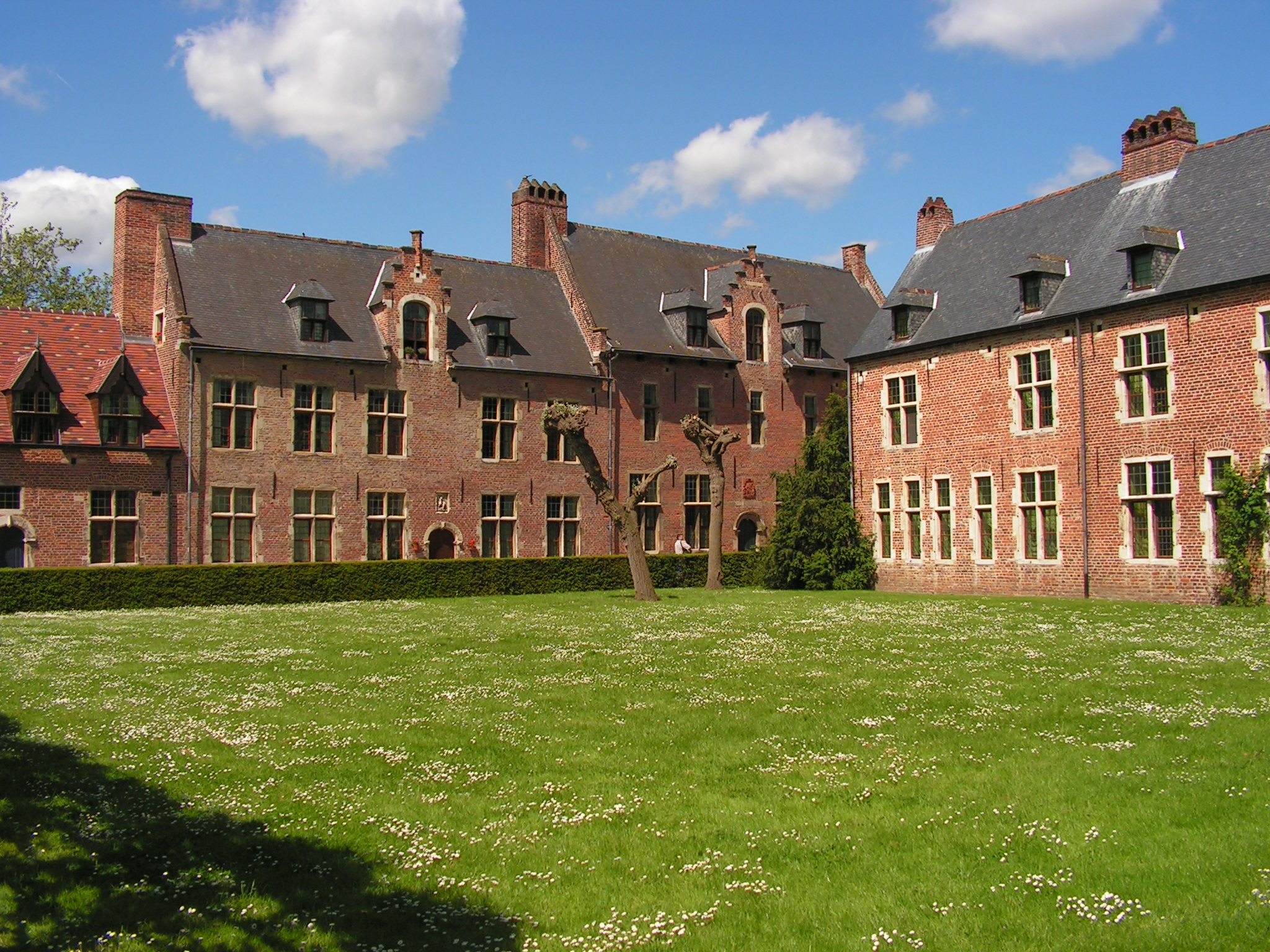
Großer Beginenhof Löwen

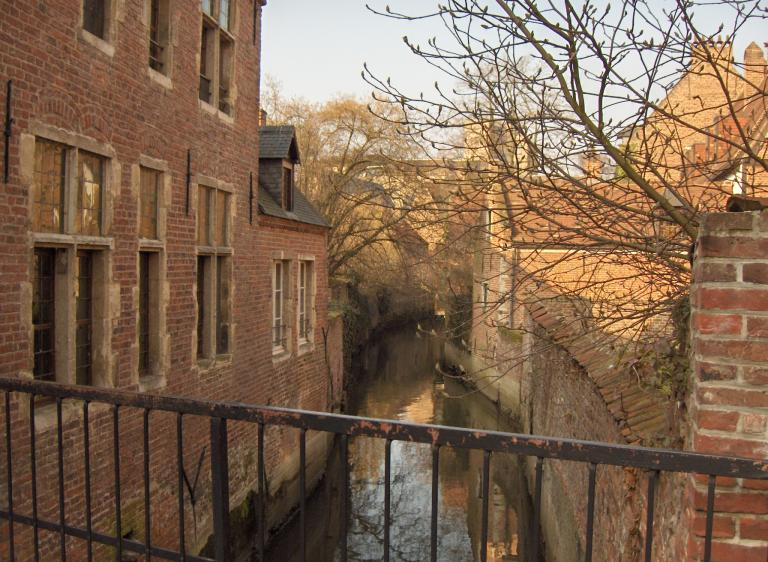
Dijle im Großen Beginenhof

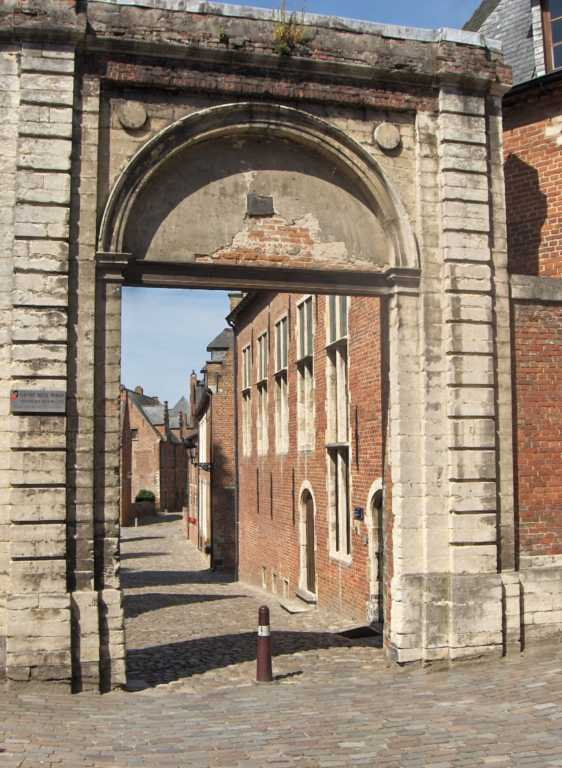
Eingangstor

Der Große Beginenhof Löwen (niederländisch Groot Begijnhof Leuven), auch bekannt als Beginenhof Ten Hove, ist ein gut erhaltenes und vollständig restauriertes historisches Viertel mit etwa zehn Straßen im Süden des Stadtzentrums von Löwen, das sich an der Schapenstraat unweit des Naamsepoort befindet. Es handelt sich um einen der größten noch bestehenden Beginenhöfe in Flandern mit einer bebauten Fläche von etwa 3 ha. Die Dijle fließt mitten durch den Hof und teilt sich in zwei Arme (und einen Verbindungsgraben), über die es insgesamt drei Brücken gibt. Der Beginenhof steht auf der Liste des UNESCO-Weltkulturerbes.

## Geschichte
Als Gemeinschaft für unverheiratete Laienfrauen (Beginen) entstand dieser Beginenhof im frühen 13. Jahrhundert. Die ältesten schriftlichen Dokumente stammen aus dem Jahr 1232. Eine lateinische Inschrift an der Beginenhofkirche St. Johannes der Täufer gibt das Jahr 1234 als Gründungsdatum an. Vermutlich ist die Gemeinschaft einige Jahrzehnte älter. Molanus und Justus Lipsius nennen das Jahr 1205 als Gründungsdatum.
Wie die anderen Beginenhöfe in Flandern erlebte er seine erste Blütezeit im 13. Jahrhundert und durchlief eine schwierige Zeit während der religiösen Auseinandersetzungen des 16. Jahrhunderts. Einer der Seelsorger dieses Beginenhofs war 1490 Adriaan Florensz. Boeyens aus Utrecht, geistlicher Berater des jungen Kaisers Karl V., der spätere Papst Hadrian VI.
Seit dem Ende des 16. Jahrhunderts und insbesondere nach dem Zwölfjährigen Frieden im 17. Jahrhundert erlebte der Beginenhof eine zweite Blütezeit, die bis zur Französischen Revolution anhielt. Der Höhepunkt der Zahl der Berufungen wurde in einer oder zwei Generationen um 1650–1670 erreicht, als die Zahl der Beginen auf über 360 anstieg. In der Folgezeit sank die Zahl der Beginen aufgrund von Kriegen (etwa dem Neunjährigen Krieg) und Krankheiten auf etwa 300 um 1700 (in der Literatur oft fälschlicherweise als Höchststand angegeben) und auf etwa 250 später im 18. Jahrhundert. Dieser kurzzeitige Höhepunkt erklärt die Homogenität des Gebäudebestands, der fast vollständig in den Jahren 1630–1670 errichtet wurde. Bemerkenswert ist auch, dass die Beginenpopulation in Diest fast in gleichem Maße wuchs (obwohl der Rückgang um 1700 etwas schneller war), während der Beginenhof in Lier später aufblühte (was zu einer Baukampagne in der Grachtkant führte, ein halbes Jahrhundert nach der letzten Expansion in Löwen).
Während der Französischen Revolution wurde der Beginenhof nicht wie die Klöster als Nationalgut verkauft. Die Verwaltung des Beginenhofs und aller seiner Besitztümer wurde der Kommission für öffentliche Wohlfahrt (dem späteren Wohlfahrtsverband OCMW) anvertraut. Die Beginen durften in ihren Häusern bleiben, aber die freien Zimmer wurden an alte Frauen vermietet. Zahlreiche ehemalige Ordensleute fanden im Beginenhof Unterschlupf, darunter der letzte Prior der Abtei Villers.
Der letzte Beginenpriester, Julien Sterckx, starb 1977 im Alter von fast 107 Jahren. Er ist auf dem Friedhof der Parkabtei begraben. Die letzte Begine starb 1988.

## Wiederherstellung
Nachdem die Gebäude mehr als anderthalb Jahrhunderte im Besitz des OCMW gewesen waren, waren sie um 1960 ziemlich baufällig geworden. Das OCMW suchte einen Käufer. Ein interessierter Bauträger verzichtete gerne auf den Kauf, als sich herausstellte, dass die Universität bereit war, den Komplex für die Unterbringung von Studenten und Gastprofessoren zu sanieren. Die Restaurierung erfolgte in zwei Phasen: Der größte Teil der Straßen wurde in den 1960er und frühen 1970er Jahren unter der Leitung von Professor Raymond M. Lemaire in Angriff genommen. Die Kirche  und die Kerkstraat wurden in den 1980er Jahren in Angriff genommen. Die groß angelegte Restaurierung eines ganzen Stadtviertels war seinerzeit ein Wendepunkt im Interesse der Bevölkerung an den Beginenhöfen und der traditionellen Architektur im Allgemeinen.

## Architektur

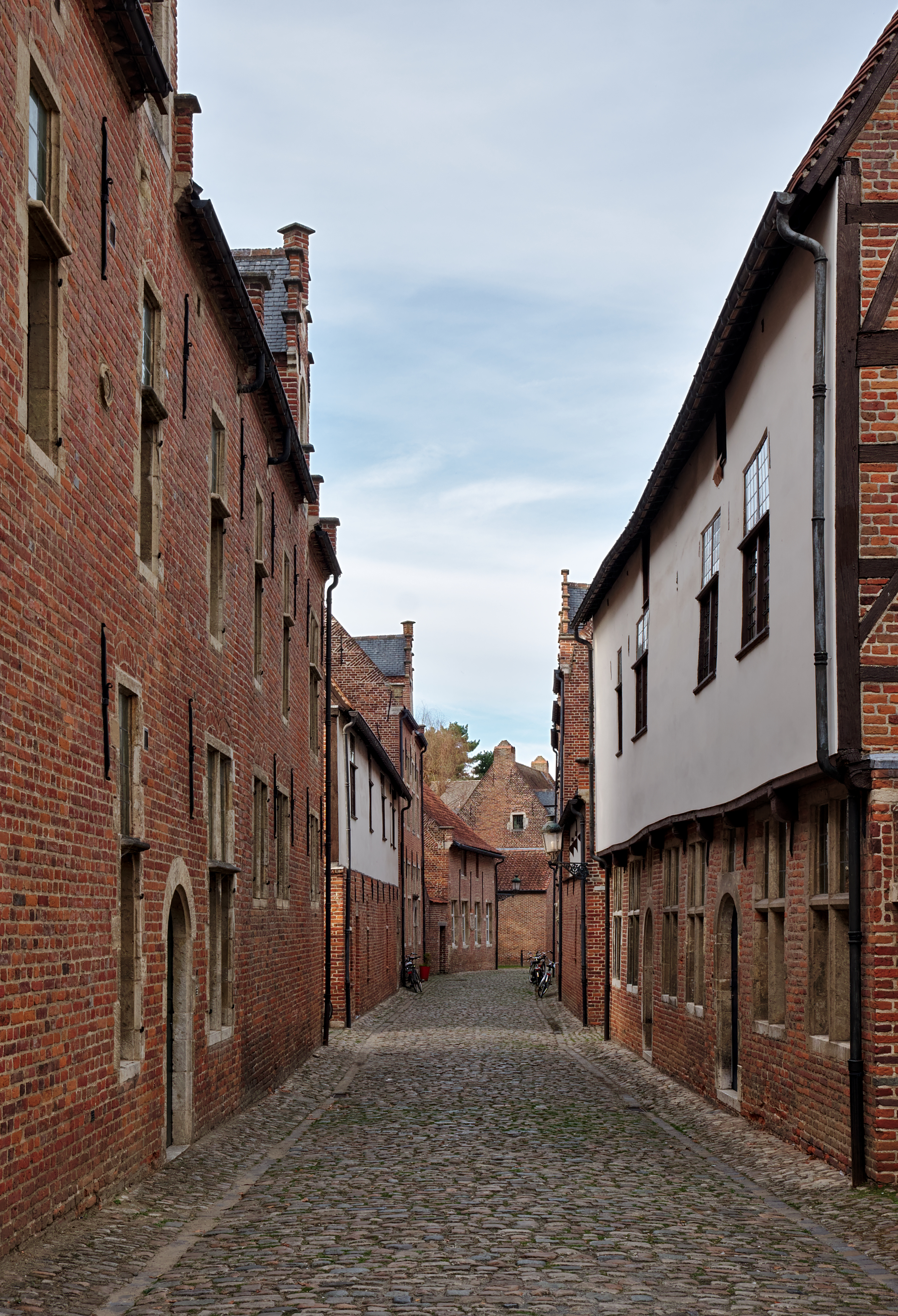
Ecke des Großen Beginenhofs von Leuven

Der Große Beginenhof Leuven hat das Aussehen einer „Mini-Stadt in der Stadt“. Es ist ein typischer städtischer Beginenhof. Das bedeutet, dass die Häuser entlang von Straßen gruppiert sind und nicht um einen Platz wie in einem quadratischen Beginenhof oder um einen Hauptplatz mit einer oder mehreren Seitenstraßen wie in gemischten Beginenhöfen. Die Plätze im Beginenhof sind durch den Bau und Abriss von Häusern entstanden und nicht umgekehrt.

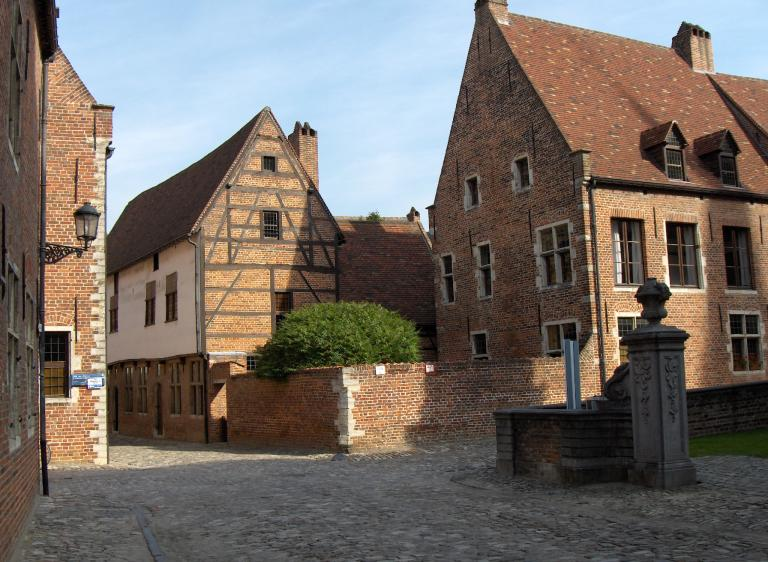
Fachwerkhaus im Großen Beginenhof von Leuven

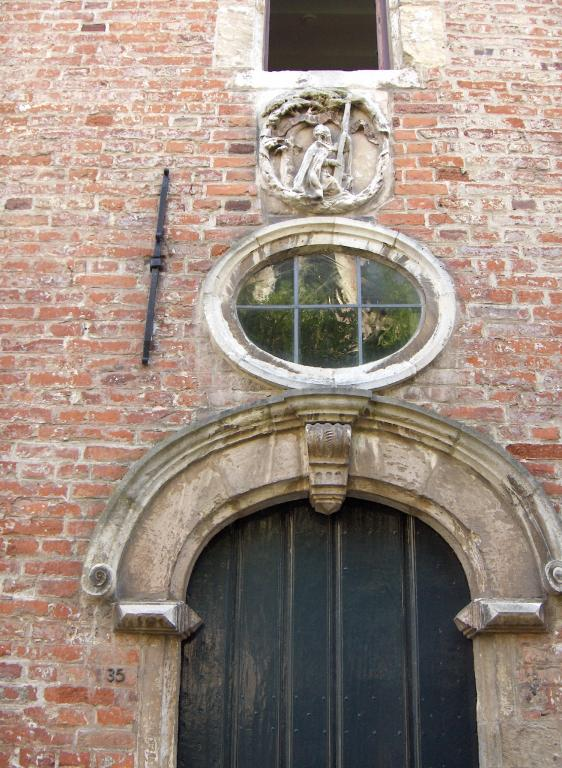
Detail einer Fassade im Großen Beginenhof de Leuven

Fünf Häuser stammen aus dem 16. Jahrhundert, einige davon sind Fachwerkhäuser. Das charakteristische Haus von Chièvres stammt aus dem Jahr 1561 und wurde mit dem Erbe von Maria von Hamal, Witwe von Wilhelm II. von Croÿ, Herzog von Aarschot und zeitweise zeitweiliger Berater von Karl V., erbaut. Die charakteristische birnenförmige Spitze auf dem Pyramidendach verweist auf die Ecktürme des herzoglichen Schlosses in Heverlee (das heutige Schloss Arenberg).
Die meisten Häuser stammen aus der Zeit zwischen 1630 und 1670. Sie wurden in traditioneller regionaler Architektur gebaut und mit einigen schlichten Barockelementen verziert. Die Fassaden bestehen aus warmen, roten Ziegeln, mit Kreuzfenstern aus Naturstein und Türrahmen aus Naturstein. Dieser Naturstein stammt meist aus Gobertingen (bei Geldenaken). Ein typisches Element des Beginenhofs von Leuven sind die zahlreichen Gauben, die oft mit Treppengiebeln versehen sind, und die Rundbogenfenster darin. Hier und da finden sich Skulpturen mit einem religiösen Thema (oft mit Bezug auf den Schutzpatron des Hauses), die allerdings nüchterner ausgeführt sind als die Heiligen-Nischen im Beginenhof von Diest.

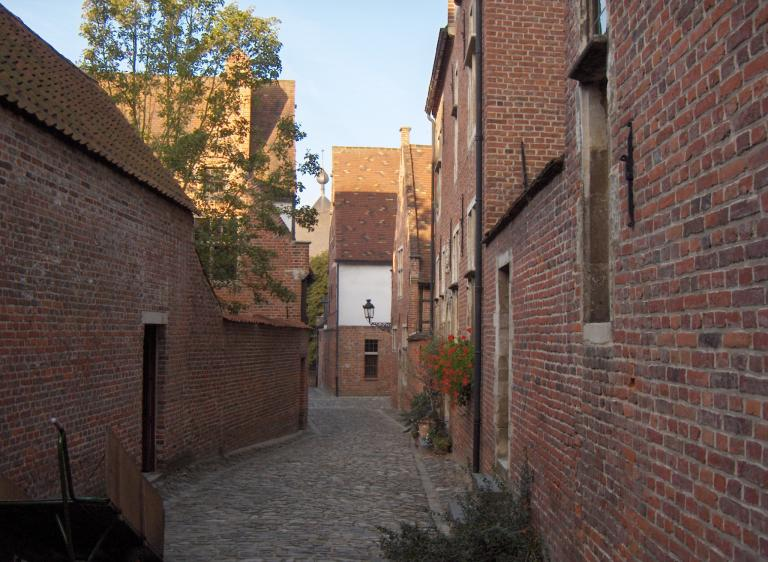
Gasse im Großen Beginenhof von Leuven. Im Hintergrund die Giebelspitze des Hauses Chièvres

Viele Häuser haben auffallend wenige und kleine Fenster im Erdgeschoss. Das liegt daran, dass die Beginen auf ihre Privatsphäre bedacht waren. Dort, wo große Fenster vorhanden sind, wie in der Straße des Neuen Übereinkommens, dient eine hohe Mauer dazu, den Vorgarten von der Straße abzuschirmen. Dies ist auch in vielen anderen Beginenhöfen der Fall.
An einigen Stellen wurden im 19. Jahrhundert Häuser ersetzt oder angebaut, aber bei weitem nicht so viele wie etwa im Beginenhof von Lier.
Die Kirche St. Johannes der Täufer in Löwen ist eine frühgotische Basilika mit romanischen Elementen. Wie bei Bettelorden und Frauenklöstern üblich, hat sie keinen Turm, sondern einen Dachreiter. Seit 1998 ist dieser Dachreiter mit einem Glockenspiel ausgestattet, das tagsüber jede halbe Stunde eine Melodie spielt. Am Nordportal geben zwei lateinische Inschriften das Gründungsjahr des Hofes (1234) und das Jahr, in dem mit dem Bau der Kirche begonnen wurde (1305), an. Im Osten besitzt dieses Gebäude ein auffälliges zweiteiliges Chorfenster zu je drei Bahnen, dessen oberer Teil seit dem 17. Jahrhundert (seit dem Bau des Rippengewölbes im Inneren) den Dachboden beleuchtet. Der Innenraum ist weitläufig (27 m in drei Schiffen mit zehn Jochen) und lichtdurchflutet. Die Einrichtung ist streng barock. Bei der Restaurierung wurden alte Wandmalereien freigelegt. Viele der Kunstwerke haben weiblich-religiöse Themen.

## Ten Hove und Aborg

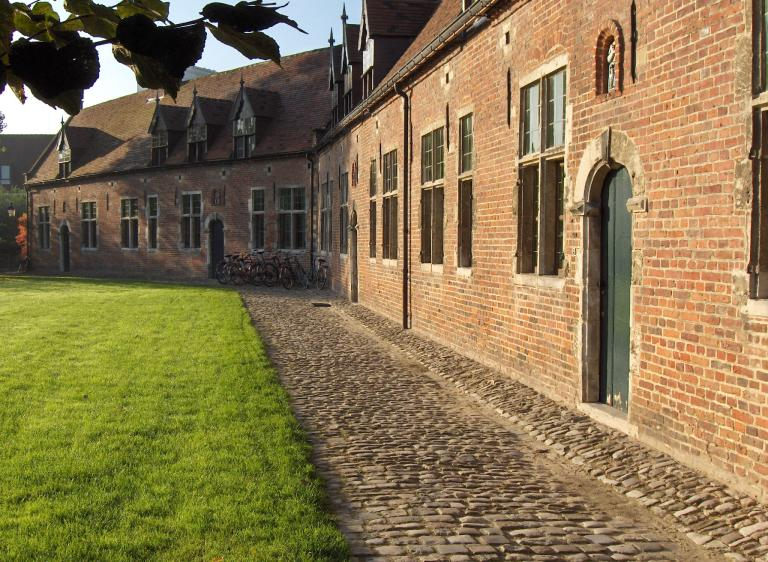
Spanisches Viertel im Großen Beginenhof von Leuven. Dieser Stadtteil am linken Dijle-Ufer ist auch als Aborg bekannt

Der Name des Stadtteils, in dem sich der Beginenhof befindet, Ten Hove, und der alte Name für das Gebiet am linken Dijle-Ufer (Aborg = Altes Schloss) scheinen auf eine ältere Wohnstätte hinzuweisen, vielleicht den Hof der ersten Grafen von Löwen. Die Schlacht von Löwen im Jahr 891, in der die Wikinger von Arnolf von Kärnten besiegt wurden, soll hier stattgefunden haben. Von dieser Siedlung wurde nie eine Spur gefunden, weshalb einige Autoren diese Hypothese (mit verschiedenen Argumenten) in Frage stellen.